# جونغجونغ الثاني ملك غوريو
جونغجونغ الثاني (ولد في 31 أغسطس 1018، ومات في 24 يونيو 1046، وحكم من 1034 إلى 1046) هو حاكم سلالة غوريو العاشر في كوريا.

## حياته
جونغجونغ هو الابن الثاني للملك هيونجونغ، والأخ الأصغر للملك دوكجونغ. في سنة 1022 وعندما كان عمره أربع سنوات عين نايساريونغ وهو منصب ذو رتبة عالية وعين أميراً لبيونغيانغ.
اهتم جونغجونغ الثاني بالدفاعات الوطنية بشكل كبير، وبدأ إنشاء العديد من القلاع على طول الحدود الشمالية في أول سنة من حكمه. في سنة 1037 عانت الدولة من غزو قبائل الخيتان في الشمال. في سنة 1044، انتهى إنشاء تشولي جانغسونغ وهو سور كبير في شمال كوريا. اهتم الملك جونغجونغ الثاني أيضاً بالدعم العسكري للجيش، موزعاً أراض الدولة للجنود الفقراء في سنة 1036.
في سنة 1046 وقبل موت الملك، قام جونغجونغ الثاني بجعل قانون البكورة قانوناً وطنياً.

## أسرته
- الأب: الملك هيونجونغ (بالهانغل: 현종 | بالهانجا: 顯宗)، (ولد في 992 ومات في 1031، وحكم من 1009 إلى 1031).
- الملكة الأم: الملكة وونسونغ (بالهانغل: 원성왕후 | بالهانجا: 元成王后)، (ولدت في ؟ وماتت في 1028).

### الزوجات والأبناء
- عقيلة: الملكة يونغشن (بالهانغل: 용신왕후 | بالهانجا: 容信王后)، (ولدت في ؟ وماتت في 1036).
- عقيلة: الملكة يونغي (بالهانغل: 용의왕후 | بالهانجا: 容懿王后)، وأنجبت:
  - الابن الأول: أيسانغ غن (بالهانغل: 애상군 | بالهانجا: 哀殤君).
  - الابن الثاني: ناغرانغهو (بالهانغل: 낙랑후 | بالهانجا: 樂浪侯).
  - الابن الثالث: غايسونغهو (بالهانغل: 개성후 | بالهانجا: 開城侯)، (ولد في ؟ ومات في 1062).
- عقيلة: الملكة يونغموك من عشيرة إي (بالهانغل: 용목왕후 | بالهانجا: 容穆王后)، وأنجبت:
  - ابنة: دواي غونغجو (بالهانغل: 도애공주 | بالهانجا: 悼哀公主)، (ولدت في ؟ وماتت في 1057).
- عقيلة: يونغجولدوكبي (بالهانغل: 용절덕비 | بالهانجا: 容節德妃)، (ولدت في ؟ وماتت في 1102 - ابنة كم وون تشنغ (بالهانغل: 김원충 | بالهانجا: 金元玳). أخت إنموكدوكبي عقيلة الملك منجونغ.
- عقيلة: يونتشانغ غنغجو (بالهانغل: 연창궁주 | بالهانجا: 延昌宮主)، (ولدت في ؟ وماتت في 1048).

## الاسم الكامل بعد الوفاة
- 홍효안의문경용혜대왕
- 弘孝安毅文敬容惠大王
- هونغهيو آني منغيونغ يونغهي دايوانغ